# Dichagyris furiosa
Dichagyris furiosa là một loài bướm đêm trong họ Noctuidae.